# Kurt Wansner

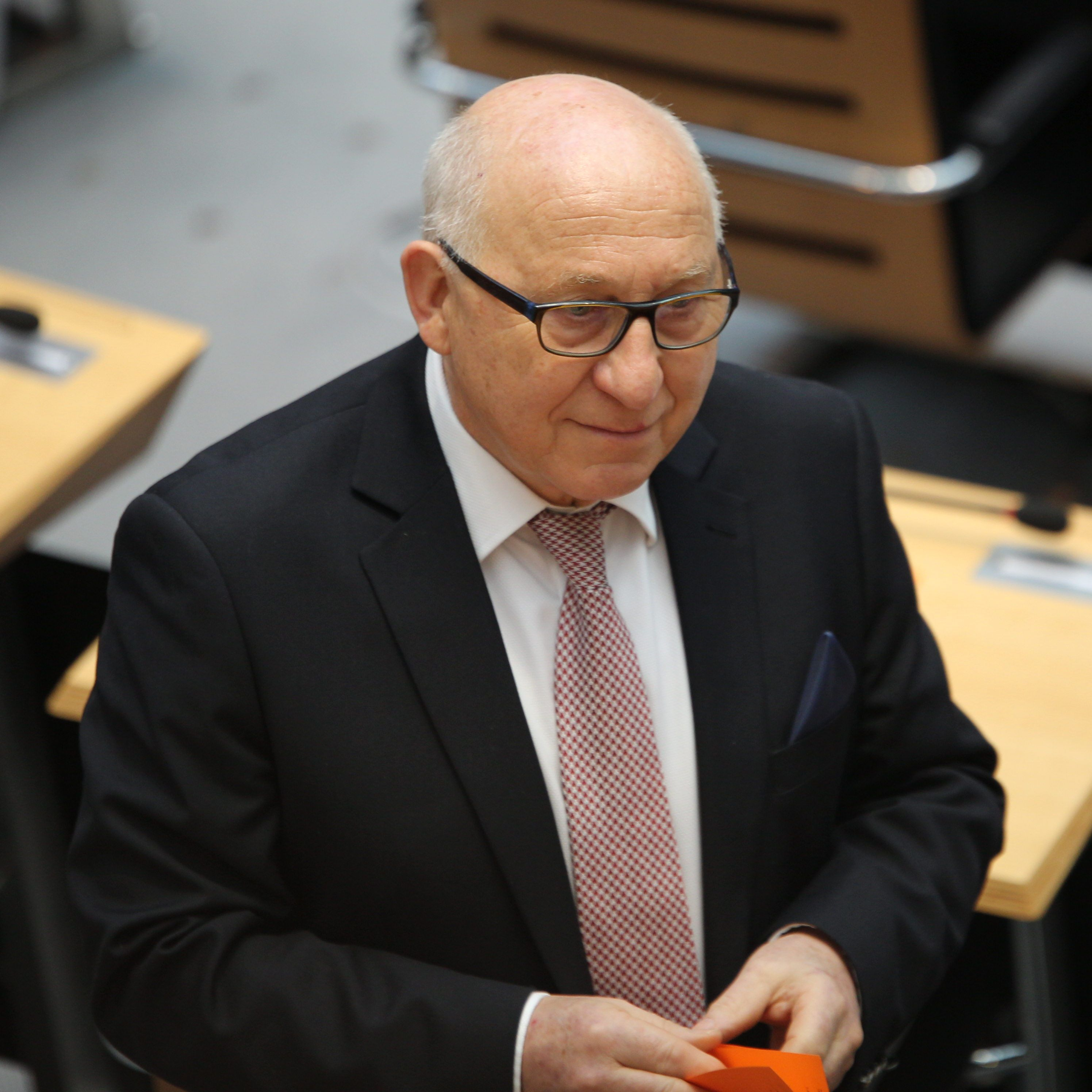
Kurt Wansner (2016)

Kurt Wansner (* 30. Oktober 1947 in Berlin) ist ein deutscher Politiker (CDU). Er ist seit 1995 Mitglied des Abgeordnetenhauses von Berlin.

## Leben
Kurt Wansner besuchte die Hauptschule und absolvierte danach eine Maurer-Lehre, die er 1966 mit der Gesellenprüfung beendete. In den Jahren 1978 bis 1982 war er im Technischen Außendienst des Bau- und Wohnungsaufsichtsamts Kreuzberg tätig. Er besuchte im Anschluss von 1982 bis 1983 den Lehrgang I und von 1986 bis 1987 den Lehrgang II an der Verwaltungsschule der technischen Bediensteten in Berlin. Zwischen 1983 und 1986 war er als Verwalter beim Grundstücksamt Kreuzberg und von 1987 bis 1988 als Technischer Sachbearbeiter beim Bau- und Wohnungsaufsichtsamt Kreuzberg tätig. In den Jahren 1989 bis 1995 war er beim Senator für Bau- und Wohnungswesen angestellt.

## Politik
Kurt Wansner trat 1979 der CDU Berlin bei und war Mitglied im Kreisvorstand des damaligen CDU-Kreisverbandes Kreuzberg, von 1991 bis 1995 hatte er das Amt des Kreisvorsitzenden inne. Von 2001 bis 2007 sowie von 2010 bis 2019 war er Vorsitzender im fusionierten Kreisverband Friedrichshain-Kreuzberg.
Seit Mai 2019 ist Wansner Beisitzer im Landesvorstand der CDU Berlin.
Er gehörte von 1992 bis 1995 der damaligen Bezirksverordnetenversammlung Kreuzberg an.
Kurt Wansner ist seit November 1995 Mitglied des Abgeordnetenhauses von Berlin. In der Legislaturperiode 2006–2011 war er dort Mitglied im Ausschuss für Inneres, Sicherheit und Ordnung sowie im Ausschuss für Integration, Arbeit, Berufliche Bildung und Soziales. Für seine Fraktion war er zudem Fachsprecher für den Bereich Integration.
Bei der Wahl 2006 konnte er über die Bezirksliste Friedrichshain-Kreuzberg erneut ein Mandat im Abgeordnetenhaus erlangen.
Nach den Wahlen 2011 war er Mitglied des Ausschusses für Inneres, Sicherheit und Ordnung. In den Jahren 1995 und 1999 errang Kurt Wansner für die CDU ein Direktmandat in Kreuzberg. Wie schon 2001, 2006, 2011, 2016 und 2021 zog er auch bei der Wiederholungswahl 2023 über die Bezirksliste Friedrichshain-Kreuzberg in das Abgeordnetenhaus ein.
In der 19. Legislaturperiode ist er Alterspräsident des Abgeordnetenhauses.

## Positionen
Wansner sei „für seine extrem rechten Ausfälle bekannt“, konstatiert die taz. Im Januar 2024 bezeichnete er bürgerliche Proteste gegen die AfD als „linksradikale Kampfverbände“. Im Februar 2024 veröffentlichte Wansner auf seinem Facebook-Profil einen Post, in dem er die evangelische Kirche als „linksgrüne Schlepperbande“ und „linksradikalen Kampfverband“ bezeichnet.